# Estacade du pont Champlain

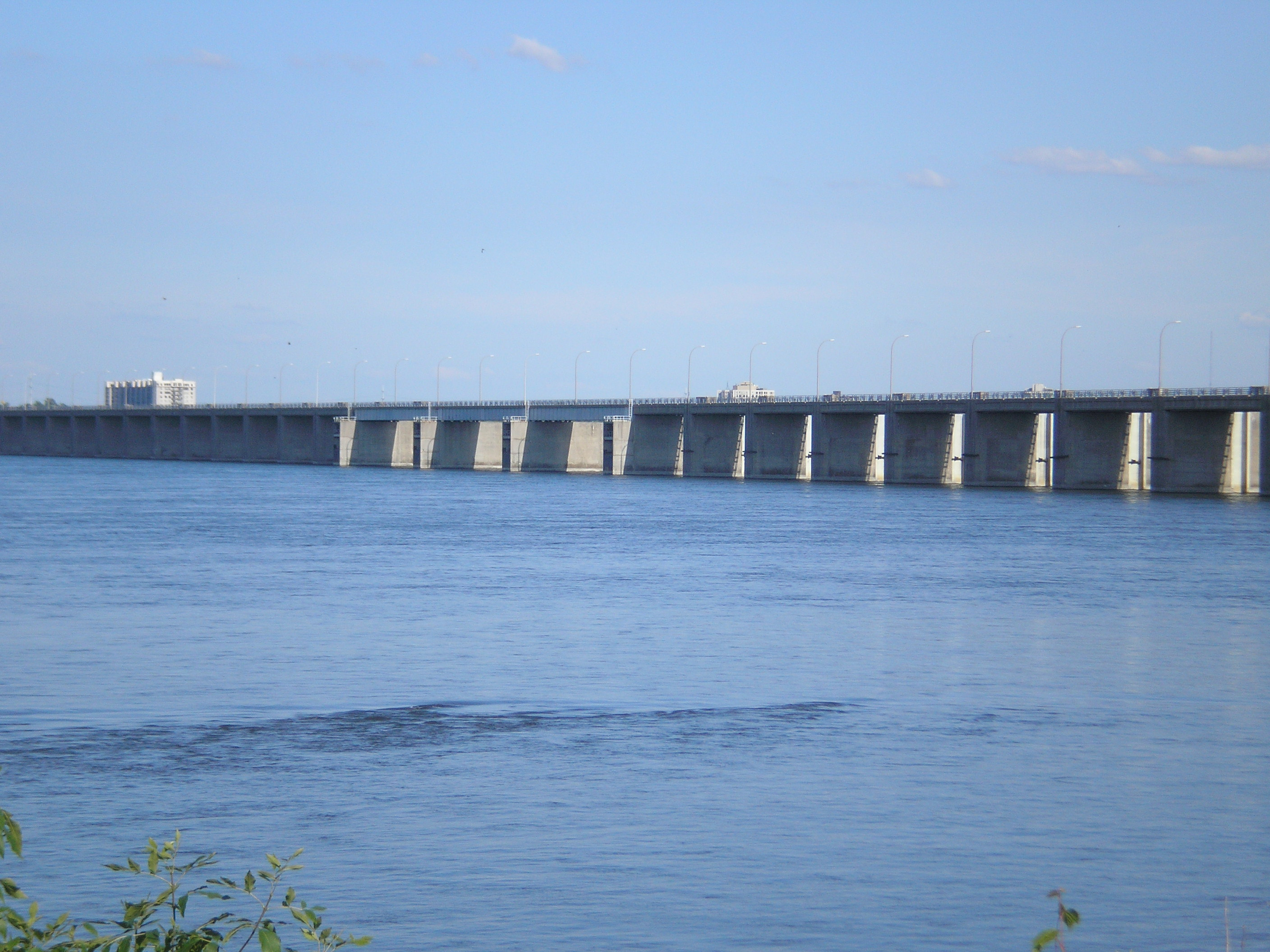
Estacade du pont Champlain.

L'estacade du pont Champlain est une structure construite parallèlement au pont Champlain. Pont-passerelle, elle traverse le fleuve Saint-Laurent à quelque 300 m en amont du pont. L'estacade a été construite en 1964-1965 pour contrôler la formation et le mouvement des glaces dans le bassin Laprairie et ainsi faciliter la navigation jusqu'au port de Montréal et réduire l’érosion sur les îles de la région de Montréal, plus particulièrement les Îles de l'Expo 67.
L'estacade du pont Champlain était autrefois appelée le « Régulateur des glaces ». Depuis la fin des années 1990, l'estacade a été aménagée en piste cyclable et piétonnière reliant l'île des Sœurs de Montréal à la digue de la voie maritime du Saint-Laurent accueillant la « route verte ».

## Historique
L'estacade du pont Champlain a été construite en 1964-1965 dans le pour contrôler les mouvements des glaces sur le fleuve Saint-Laurent et de limiter les risques d'embâcle de glace et d'inondation. La construction de l'île Notre-Dame et l'aménagement de l'île Sainte-Hélène en vue de l'Exposition universelle de 1967 modifiaient en effet la largeur des bras du fleuve, ce qui faisait craindre des conséquences négatives.
La structure a été construite et gérée par Transport Canada, sous la direction de la Garde côtière canadienne, la région du Québec, puisque le contrôle des inondations est une des fonctions de la Garde côtière , qui relevait alors de Transports Canada.

## Description
L'estacade, long de 2 043 m et large de 18 m, joint l'île des Sœurs à la voie maritime du Saint-Laurent. Elle est constituée de 72 piliers en béton armé hauts de 10,5 m, et deux culées reposant sur le rocher. Les poutrelles flottantes ou vannes qui retenaient les glaces dans les travées de 88 pi (27 m) se déplaçaient verticalement dans les rainures chauffées pratiquées dans les piliers. Les trois travées de 53 m, situées à l’endroit du chenal d’eau profonde, étaient munies de poutrelles qui flottaient avec le courant. Ces poutrelles étaient retenues aux piliers à l’aide d’un dispositif qui permettait de les détacher au printemps pour permettre la formation du chenal d’évacuation de la glace.
Le dessus du régulateur des glaces est couvert d’une passerelle constituée de poutres en précontraint et d’un tablier en béton. Les appareils servant à la manœuvre des poutrelles s’y trouvaient. Au printemps, les poutrelles de 27 m étaient entreposées sur des supports conçus spécifiquement à cette fin et fixés aux piliers.
Informations techniques :
- Longueur du pont : 2 040 m
- Largeur du tablier du pont : 8,5 m
- Largeur totale de l'estacade : 18,0 m
- Nombre de piles : 72
- Dimensions des piles de 10,5 m de hauteur, 4 de 5 m de largeur x 19,5 m de longueur et 68 de 3,7 m de largeur x 16 m de longueur
- Hauteur des caissons sous les piles : de 2,0 m à 8,5 m
- Profondeur d'eau : variable de 2 à 10 m
- Poutres et vannes flottantes entre les piles : 1,5 m de hauteur
- Longueur des approches : côté ouest : 400 m et côté est : 80 m

Le coût de construction de l'estacade en 1965 a été d’environ 18 000 000 $.

## Fonctionnement et évolutions
Plusieurs objectifs sont visés par la construction de cette structure :
- Permettre la formation hâtive d’un champ de glace couvrant le bassin de Laprairie.
- Retenir et emmagasiner la glace qui se forme de façon continue au cours de l’hiver dans les eaux libres des rapides de Lachine et de l’aval du lac Saint-Louis.
- Diminuer la superficie des régions à l’eau libre productrice de nouvelle glace.
- Contrôler la débâcle printanière.

La conception de la structure visait à descendre ou relever des poutrelles flottantes et coulissantes entre chaque pilier de façon à stopper le mouvement des glaces provenant du lac Saint-Louis et descendant les rapides de Lachine. Cependant, il est apparu que le nombre important de piliers et la faible distance entre ceux-ci suffisaient en fait à contrôler le mouvement de la glace qui stoppait littéralement contre les piliers du régulateur des glaces. Le couvert de glace se formait alors en amont et ne se brisait qu'à la fonte des glaces, une fois le printemps venu. 
Les ateliers d'entretien de la structure situés près de la rive sud et disponibles uniquement par la voie carrossable du régulateur des glaces étant devenus superflus, la Garde côtière en a donc fait sa base de véhicules à coussin d'air au milieu des années 1970. L'endroit était stratégique, car les aéroglisseurs ont été vite utilisés comme brise-glace et leur tirant d'eau étant nul, ils ont à plus d'une reprise été demandés pour briser des embâcles dans la rivière Chateauguay et casser la glace dans la voie maritime du Saint-Laurent, permettant une ouverture plus facile de cette voie navigable obligatoirement fermée durant l'hiver.
Vers 1998, la Garde côtière a déménagé sa base d'aéroglisseurs de Montréal à Trois-Rivières et la structure a été transférée à la société « Les Ponts Jacques Cartier et Champlain Incorporée » aux termes de l’arrêté en conseil C.P. 1999-2136 daté du 2 décembre 1999.
Une piste cyclable a été aménagée sur l'estacade afin de faire le lien entre la piste cyclable déjà existante de l’île des Sœurs et celle sur la Rive-Sud.

## Projets d'utilisation
Un projet d'aménagement d'une voie de train léger sur l'estacade a été mené par l'Agence métropolitaine de transport (AMT) avant l'annonce du remplacement du pont Champlain par un nouvel ouvrage équipé d'un tablier destiné au transport collectif.
Le Plan d'action 1988-1998 du ministère des Transports du Québec proposait de réaménager l'estacade et ses approches pour les faire servir aux autobus de la Société de transport de le Rive-Sud de Montréal, qui empruntaient alors une voie réservée à contresens sur le pont Champlain aux heures de pointe. Malgré les avis positifs en faveur de cet aménagement, il ne sera pas effectué.